# Зорана Васиљевић Покрајчић
Зорана Васиљевић Покрајчић (Пирот, 16. фебруар 1947) српски је лекар, интерниста-кардиолог и универзитетски професор.

## Биографија

#### Младост
Рођена је 16. фебруара 1947. године у Пироту. У раном детињству се преселила у Сарајево, где је завршила основну школу и гимназију. Долази из угледне породице, њен отац је био чувени хирург. Породица њене мајке је пореклом из Швајцарске, из околине Женеве.

#### Студије
Завршила је Медицински факултет у Београду 1971. године, специјализацију интерне медицине 1978. и супспецијализацију кардиологије 1985. Магистрирала је радом о хемодинамици у акутном инфаркту миокарда 1979, а докторирала је тезом о улози спазма у нестабилној ангини пекторис 1986.

#### Усавршавање
Своје усавршавање је започела у Ротердаму 1986, наставила у Лондону 1990. и Хјустону 1996.

### Каријера
Постаје редовни професор на Медицинском факултету, на Катедри интерне медицине - кардиологије 1999, а шеф Последипломске катедре кардиологије 2009. Начелник Службе ургентне кардиологије Клинике за кардиологију КЦЗ. Била је председник Кардиолошке секције СЛД од 2002. до 2004, коју је значајно унапредила и омасовила. Након тога, такође председник Удружења кардиолога Србије од 2009. до 2011. Формирала је Радну групу за срчану инсуфицијенцију Удружења коронарних јединица (УКЈ) и њоме руководи од 1988. Члан је Европског друштва кардиолога (FESC) и његове Радне групе за акутни коронарни синдром у земљама у транзицији и Америчког колеџа кардиолога (FACC). Председник Стручног тима за акутни коронарни синдром Министарства здравља Србије. Ванредни члан Академије медицинских наука СЛД у члан одбора за кардоваскуларну патологију САНУ.

#### Најзначајнији стручно-научни доприноси
- Увођење хемодинамичког испитивања у дијагностици акутног инфаркта миокарда
- дијагностика коронарног спазма у нестабилној ангини пекторис
- откривање првог Лајмског миокардитиса у Србији
- устројство Националног хоспиталног регистра за за акутни коронарни синдром од 2002.
- ангажованост на обједињавању и раду 54 коронарне јединице у Србији - оснивање УКЈ (председник) - што је значајно смањило смртност од инфаркта срца у Србији

## Награде
Добила је Грамату захвалности патријарха Павла и Златну медаљу Удружења кардиолога Југославије.

## Дела
- коаутор: "Effects of glucose-insulin-potasium infusion on ST-elevation myocardial infraction in patients treated with thrombolytic therapy", American Journal of Cardiology,2005,96,8
- "European Association for Percutaneous Cardivasiular interventions", European Heart Journal,2010,31,8 [1]